# Painkiller: Hell & Damnation
Painkiller: Hell & Damnation är ett förstapersonsskjutare, både en remake av och en uppföljare till Painkiller, utvecklad av The Farm 51 och publicerad av Nordic Games. Painkiller: Hell & Damnation släpptes den 31 oktober 2012 för Windows och släpptes för PlayStation 3 och Xbox 360 den 28 juni 2013.